# 阜阳幼儿师范高等专科学校
32°53′45″N 115°46′42″E / 32.895875°N 115.7783742°E
阜阳幼儿师范高等专科学校是位于安徽省阜阳市职业教育园区一所公立普通高等专科院校。学校前身是诞生于1907年的“阜阳师范学堂”，即阜阳师范传习所。1914年更名为安徽省立第三师范学校，1934年重组为安徽省立颍州师范学校。1950年更名为阜阳师范学校，2015年2月，学校升格更名为阜阳幼儿师范高等专科学校。

## 学院院系
- 学前教育系
- 语言文学系
- 科学与健康系
- 音乐教育系
- 美术教育系

## 相关新闻
2016年6月，原阜阳师范学校党委书记、校长魏成杰涉嫌严重违纪，接受组织调查。